# Georg Elwert
Georg Elwert (né le 1er juin 1947 à Munich et décédé le 31 mars 2005 à Berlin) est un ethnologue et sociologue allemand, l'un des principaux représentants de la sociologie du développement allemande.

## Biographie

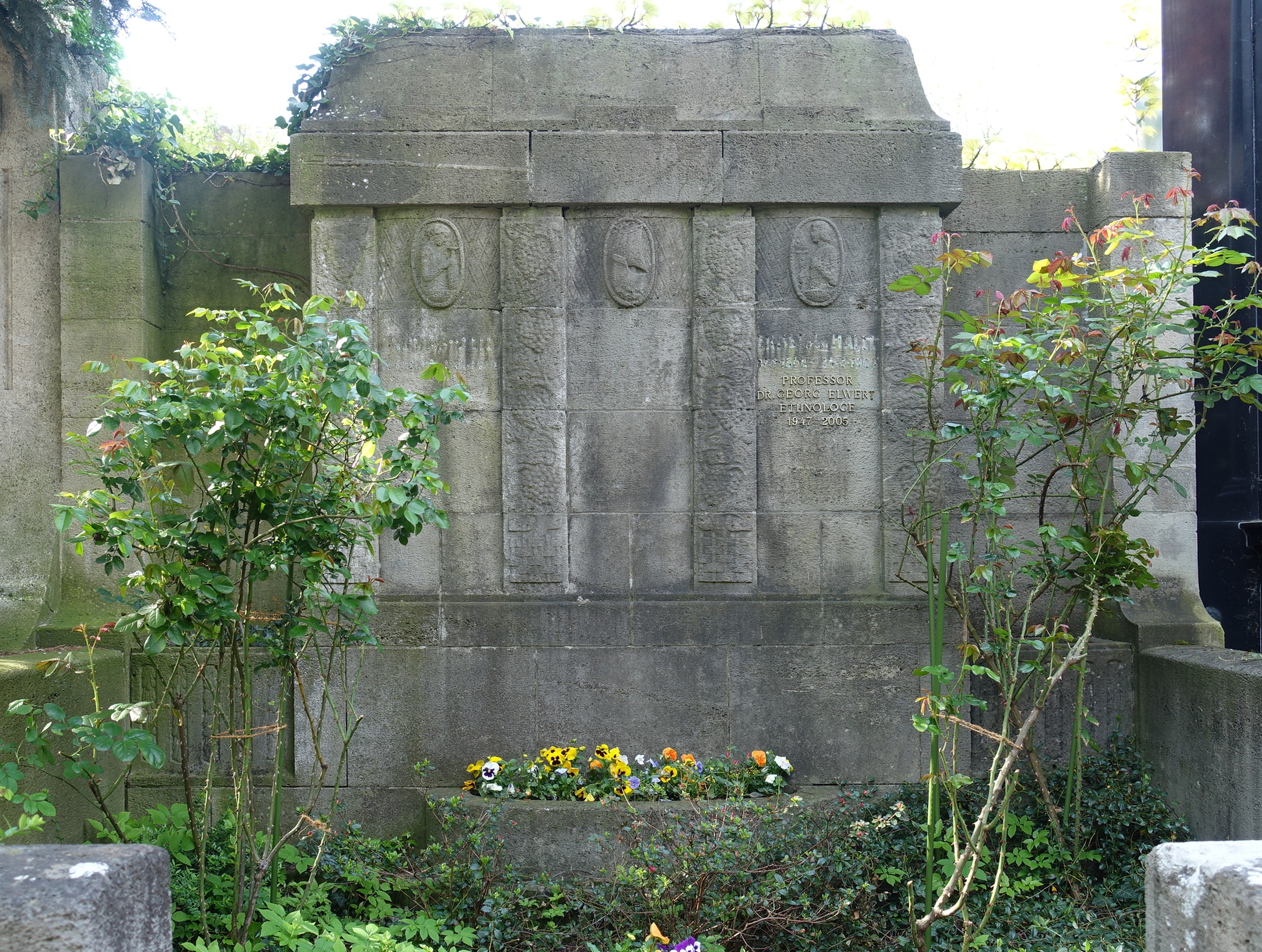
Tombe d'Elwert, cimetière de Grunewald, Berlin.

Elwert a étudié l'ethnologie et la sociologie à l'université de Mayence et à l'université de Heidelberg, où il a obtenu son doctorat en 1973. Dès le début, il a lié la sociologie à l'ethnologie dans la tradition de Lorenz Löffler, Richard Thurnwald et Wilhelm Emil Muhlmann. En 1975, il intègre l'université de Bielefeld, y enseigne comme maître de conférences puis à l'École des hautes études en sciences sociales à Paris et à l'université Yale à New Haven. De 1985 à 2005, date de son décès, il est professeur d'ethnologie et d'anthropologie sociale à l'université libre de Berlin. Elwert a été admis à l'Académie des sciences d'outre-mer, à Paris, en France, en tant que membre associé en 2004.
Dans son travail sur la coopération au développement, Elwert a critiqué la référence commune aux simples différences culturelles, qui occulte des inégalités socio-économiques et politiques plus profondes. Dans des travaux ultérieurs, il a traité de la vénalité dans les États postcoloniaux et a développé le concept de « l'État commando ». De sa préoccupation pour l’ethnicité et les conflits ethniques, l'analyse des conflits violents s'est développée en un nouveau domaine de travail avec des liens étroits avec la sociologie des conflits, où il a forgé le concept de « marchés de la violence » (Gewaltmärkte). En tant que membre du groupe de travail des sociologues du développement de Bielefeld, Elwert a apporté une contribution significative à la soi-disant « approche de Bielefeld », qui était à l'époque à l'avant-garde de la sociologie du développement allemande. En 1993, Elwert a été cofondateur du Berlin-Brandenburgische Akademie der Wissenschaften, trois ans plus tard, il est devenu le rédacteur en chef de la célèbre revue Sociologus.

## Publications notables
- (de) Wirtschaft und Herrschaft von 'Dãxomε' (Dahomey) im 18. Jahrhundert. Ökonomie d. Sklavenraubs u. Gesellschaftsstruktur 1724–1818; verbunden mit Untersuchungen über Verwendung und Bestimmung der Begriffe Klasse, Macht und Religion in diesem Kontext, Munich, Renner,‎ 1973 (dissertation).
- (de) Afrika zwischen Subsistenzökonomie und Imperialismus, Francfort-sur-le-Main, Campus, 1982 (ISBN 3-593-32842-9) (en tant qu'éditeur avec Roland Fett).
- (de) Bauern und Staat in Westafrika. Die Verflechtung sozioökonomischer Sektoren am Beispiel Bénin, Francfort-sur-le-Main, Campus, 1983 (ISBN 3-593-33206-X) (doctorat d’État).
- (de) Im Lauf der Zeit. Ethnographische Studien zur gesellschaftlichen Konstruktion von Lebensaltern, Sarrebruck ; Fort Lauderdale, Breitenbach, 1990 (ISBN 3-88156-469-1) (en tant qu'éditeur).
- (en) Dynamics of Violence. Processes of Escalation and De-Escalation in Violent Group Conflicts, Berlin, Duncker et Humblot, 1999 (ISBN 3-428-09957-5) (en tant qu'éditeur).
- (en) Orientation knowledge and cross-perspective analysis, Berlin, Schiller, 2003 (ISBN 3-89930-092-0) (recherche sur le terrain).